# 龍ケ崎市陸上競技場たつのこフィールド
龍ケ崎市陸上競技場たつのこフィールド（りゅうがさきしりくじょうきょうぎじょう たつのこフィールド）は、茨城県龍ケ崎市の龍ケ崎市総合運動公園内にある陸上競技場。球技場としても使用される。施設は龍ケ崎市が所有し、たつのこまちづくりパートナーズ（構成企業：コナミスポーツクラブ、常陽メンテナンス、東洋メンテナンス）が指定管理者として運営管理を行っている。第三種陸上競技場である。
2020年7月1日より、流通経済大学が命名権を取得し、「流通経済大学龍ケ崎フィールド」（りゅうつうけいざいだいがくりゅうがさきフィールド）の呼称を用いている（後述）。

## 概要
龍ケ崎市総合運動公園内に、たつのこアリーナなどと共に立地している。
2016年9月から半年にわたって改修を行い、照明塔の設置とバックスタンドの座席化が行われた。

## 設備
- 収容人員:2162人 (座席数1074、サイドスタンドは芝生席)
- 照明設備
- 得点板
- 日本陸上競技連盟第3種公認
- トラック:400メートル×8レーン
- 敷地:37000平方メートル

## 施設命名権
2020年7月1日より、龍ケ崎市に本部を置き、サッカー部が当陸上競技場をホームスタジアムとしている流通経済大学が龍ケ崎市との間で命名権契約を締結し、「流通経済大学龍ケ崎フィールド」となった。契約期間は2025年6月30日までの5年間。

## 周辺施設
- 龍ケ崎市総合体育館たつのこアリーナ
- 龍ケ崎市野球場たつのこスタジアム（TOKIWAスタジアム龍ケ崎）
- テニス場

## アクセス
- JR常磐線・龍ケ崎市駅から関東鉄道バス東口4番乗り場「総合運動公園」行きで終点下車[1]。
- JR常磐線・龍ケ崎市駅から関東鉄道バス東口3番乗り場「白羽一丁目」行きで「さんさん館」下車[1]
- 関東鉄道竜ヶ崎線・竜ヶ崎駅よりコミュニティバスで「総合運動公園」下車[1]